# Einer Rubio
Einer Augusto Rubio Reyes (født 22. februar 1998 i Chiquiza) er en cykelrytter fra Colombia, der er på kontrakt hos Movistar Team.
Samme dag som han fyldte 25 år, vandt Einer Rubio sit første cykelløb som professionel, da han kom først over målstregen på 3. etape af UAE Tour 2023.